# Quận Hunterdon, New Jersey
Quận Hunterdon là một quận trong tiểu bang New Jersey, Hoa Kỳ. Quận lỵ đóng ở thành phố Flemington 6. Theo điều tra dân số năm 2000 của Cục điều tra dân số Hoa Kỳ, quận có dân số người 2. Năm 2007, ước tính dân số quận này là 121.989 người 2.

## Địa lý
Theo Cục điều tra dân số Hoa Kỳ, quận này có diện tích 1134 ki-lô-mét vuông, trong đó có 21 km2 là diện tích đất, km2 là diện tích mặt nước.